# Elliðaá
L'Elliðaá és un riu que neix a la zona nord-est d'Islàndia amb la trobada de dos rierols que baixen dels vessants del volcà Bláfjöll, que es troben en el llac del mateix nom. A continuació el curs del riu flueix cap a Reykjavík, per després desembocar a l'oceà Atlàntic a la badia d'Elliðavogur.

## Característiques
El llit del riu està compost per roca i sediments de lava deguts a l'explosió, fa uns 4.500 anys, del Bláfjöll. El 1921 es va construir en el seu curs una central hidroelèctrica que li subministra aigua a la capital de l'illa. Des de l'inici dels anys 1900 la vall ha estat sotmès a un procés de reforestació per part de les autoritats sembrant sempreverdes com el pi, l'avet i el bedoll. L'Elliðaá és conegut arreu per la seva gran quantitat de salmons.